# 日テレ系!!生番組の祭典 生デミー賞
『日テレ系!!生番組の祭典 生デミー賞』（にっテレけいなまばんぐみのさいてんなまデミーしょう）は、2023年の春と秋に日本テレビ系列で放送されたバラエティ番組。

## 参加番組

### 第1回（2023年春）
- ZIP!
- DayDay.
- ヒルナンデス!
- news every.
- news zero
- ズームイン!!サタデー
- ゼロイチ
- Going! Sports&News
- シューイチ
- 真相報道バンキシャ!

### 第2回（2023年10月5日）
- Oha!4 NEWS LIVE
- ZIP!
- DayDay.
- ヒルナンデス!
- 情報ライブ ミヤネ屋（読売テレビ制作）
- news every.
- news zero
- ズームイン!!サタデー
- Going! Sports&News
- シューイチ
- 真相報道バンキシャ!

## 出演者
- 南原清隆（ウッチャンナンチャン） - 大会委員長

### 第1回（2023年春）
MC
- 山里亮太（南海キャンディーズ）
- 水卜麻美（日本テレビアナウンサー）

ゲスト
- いとうあさこ
- 稲森いずみ
- 有働由美子
- 亀梨和也（KAT-TUN）
- 小峠英二（バイきんぐ）
- 指原莉乃
- 佐藤栞里
- 鈴木福
- 武田真一
- チョコレートプラネット
- 中山秀征
- 久本雅美
- 古市憲寿
- マヂカルラブリー
- 松丸亮吾
- 水谷隼

### 第2回（2023年秋）
MC
- 中山秀征
- 亀梨和也（KAT-TUN）

ゲスト
- 中条あやみ（特別ゲスト）
- 有働由美子
- 武田真一
- 久本雅美
- 山里亮太（南海キャンディーズ）
- チョコレートプラネット
- 大沢あかね
- 風間俊介
- シュウペイ（ぺこぱ）
- 鷲見玲奈
- 王林
- 水卜麻美（日本テレビアナウンサー）
- 藤井貴彦（同上）
- 後呂有紗（同上）
- 浦野モモ（同上）
- 黒田みゆ（同上）
- 佐藤真知子（同上）
- 佐藤梨那（同上）
- 鈴江奈々（同上）
- 徳島えりか（同上）
- 山本里咲（同上）

## スタッフ
第2回放送分
- TM：川合亮（第2回）
- TD：鈴木昭博
- SW：吉田健治（第2回）
- CAM：福田伸一郎
- VE：飯島友美（第2回）
- MIX：小境健太郎
- モニター：一由雄太
- ノンリニア編集：塩見万梨
- 音効：岡田淳一、古川市郎
- リアルタイムCG：坂口剛謙、園田悠之佑、岸楓馬
- 美術プロデューサー：葛西剛太（第2回）
- 美術デザイン：北原龍一、石井智也（石井→第2回）
- 大道具：荻瑞樹、相馬勇
- 電飾：池田大介
- 照明：小笠原雅登
- VTR出し：後藤喬之、大久保健
- TK：田中彩、田中美南子
- ECG：宮前芳恵
- ナレーター：あおい洋一郎
- 〈PR駅伝企画〉（第2回）
  - ディレクター：熊谷航太郎、長田雄磨（共に第2回）
- 〈スタジオ生チャレンジ〉（第2回）
  - プロデューサー：藤田志帆（THE WORKS、第2回）
  - ディレクター：冨永琢磨、小山貴広、重富英夫（THE WORKS）（共に第2回）
- 〈VTR制作〉（第2回）
  - プロデューサー：照井祐介、茂呂あゆみ（ローリング）、朝倉康晴（えすと）、森田奈穂子、村岡涼子、東野真有、小森映子（茂呂・朝倉・小森→第1回は大賞VTR制作プロデューサー、照井・森田・村岡・東野→第2回）
  - ディレクター：小谷信公、益子さおり、竹内翼、中村敦、佐藤亜沙子、井田隆寛、東海林大介（えすと）、古川愛美、小玉悟、長岡新（益子・竹内・井田・東海林・小玉・長岡→第1回は大賞VTR制作ディレクター、小谷・中村・佐藤・古川→第2回）
  - アーカイブ：稲葉真丈、小山貴文、石井ひな子（共に第2回）
  - 編集：今田隆之（PLT WORK）
  - MA：鳥居拓也（IMAGICA Lab.、第1回は編集）
- CG：小倉ヨシヒロ
- 美術・技術協力：NiTRo、日本テレビアート、日放、ヌーベルバーグ、共立ライティング、俳優座劇場、東京音研映像（東京音研→第2回）、コマデン、ジャパンテレビ、奥松かつら
- 制作協力：AX-ON、えすと、ローリング、THE WORKS（THE→第2回）
- 企画協力：田村正裕（マセキ芸能社、第2回）
- 構成作家：石原健次、加藤淳一郎
- リサーチ：フォーミュレーション
- 番組デスク：大竹麻夢、宮沢薫、西端薫（大竹・宮沢→第2回）
- 協力プロデューサー：梶田昌史、上田崇博、滝澤真一郎、渡辺暁（ytv）、小江翼、清田大輝、服部完英、岡崎健人、安彦真利江、大倉雅弘（大倉→第1回は大賞VTR制作プロデューサー、梶田・渡辺・清田・大倉→第2回）
- フロアディレクター：川名良和（合同会社フロアANDカンパニー）、長谷川栄治、渡辺学、早川和孝、新田海（早川・新田→第2回、新田→第1回は演出補）
- 演出補：山口朝子、猪野憲賜郎、福島健太朗、村尾潮奈、山田美保、佐々木紗華、西島永記、漆原千聖、熊倉薫、浦島莉来、渡邊ほかな、平井こころ、阪口大輝、相馬凌也、ダン・ウェンディン（福島～漆原・浦島・渡邊・平井・相馬・ダン→第2回）
- 制作進行：斎藤寿
- ディレクター：錦織信彦（錦織→第1回はフロアディレクター）、江口真也
- 番組プロデューサー：末延靖章、清家未来、村上剛、佐藤雄、道下綾子、米澤敏克、伊藤彰、伊藤杏朱（道下・伊藤彰→第1回は大賞VTR制作プロデューサー、末延・伊藤杏→第2回）
- VTR演出：高野修（AX-ON、第1回はディレクター）
- 演出：五歩一勇治（AX-ON）
- 統轄プロデューサー：河野雄平、三觜雅人
- チーフプロデューサー：新井秀和（第2回）
- 製作著作：日本テレビ

### 過去のスタッフ
- TM：鈴木雄仁（第1回）
- SW：松嶋賢一（第1回）
- VE：山口郁馬（第1回）
- 美術プロデューサー：塚越千恵、木村武史（共に第1回）
- 電飾：角田大介（第1回）
- メイク：林朋香（第1回）
- テレビックコーディネート：村岡克紀（第1回）
- 〈大賞VTR制作〉
  - プロデューサー：増田泰洋、吉村真人、嶋嵜太郎、岡本佳子、小黒みやこ（共に第1回）
  - ディレクター：山田大樹、藤村潤、宮本勇佑、長谷川たかし、伊藤優海、菅和也、永井若苗（共に第1回）
  - アーカイブ：大塚祐輝、松坂直樹（共に第1回）
- 運営：光岡裕子、脇阪真琴、鈴木涼介（共に第1回）
- 協力プロデューサー：紀内良彦、渡邊菜月、高橋雅昭（共に第1回）
- アテンドプロデューサー：金沢浩二、相澤衆、伊藤実枝子、草場千恵（共に第1回）
- フロアディレクター：後藤剛、加藤健太、久保田早紀、鳥越崇史（共に第1回）
- 演出補：原大貴、澤井彩、藤木隆介、佐藤裕介、鷹山茉鈴、秋葉梨子、寺田智香、纐纈明日香（共に第1回）
- ディレクター：木村智彦（AX-ON、第1回）
- 番組プロデューサー：貝山京子、三井利行、操谷亮（共に第1回）
- チーフプロデューサー：江成真二（第1回）